# De manager
De manager is een hoorspel van Odd Selmer. Greta Baars-Jelgersma vertaalde het en het werd door de TROS uitgezonden op woensdag 11 mei 1977, van 23:00 uur tot 23:55 uur. De regisseur was Bert Dijkstra.

## Rolbezetting
- Frans Somers (Arne Hellesen)
- Willy Brill (Ingeborg Hellesen)
- Olaf Wijnants (Bebe)
- Hans Karsenbarg (Waldemar Stemshaug)
- Jan Borkus (Hallberg)
- Frans Kokshoorn (Vikhammer)
- Trudy Libosan (mevrouw Rygg)
- Nico Engelschman (dokter Holmen)
- Floor Koen (Jensen)

## Inhoud
Dit hoorspel verhaalt hoe een middelgroot schoenenfabrikant zich in de maatschappij moet handhaven en moet strijden tegen de opdringende concurrentie op de binnenlandse markt en tegen de steeds groter wordende invloed van buitenlandse producenten. Daarnaast moet hij tamelijk agressieve reclamecampagnes voeren en het opnemen tegen de winkeliers, zijn leveranciers van grondstoffen, de bedrijfsraad die menig keer besluiten neemt waarmee hij als fabrieksdirecteur niet altijd even ingenomen is, en ten slotte ook zijn eigen zoon, waarbij een generatieconflict de problemen nog verhevigt. De zaak wordt voor de fabrikant nog moeilijker als blijkt dat de bedrijfsraad een nieuwe voorzitter kiest in de persoon van een arbeider die bij zijn sollicitatie heeft verzwegen dat hij een aantal jaren theologie en sociale wetenschappen heeft gestudeerd. De bedrijfsraad legt vervolgens een aantal eisen op tafel die op zichzelf niet onredelijk lijken, maar die in dit speciale bedrijf niet of nauwelijks uitvoerbaar zijn zonder het bedrijf te gronde te richten…